# Revesz-Syndrom
Das Revesz-Syndrom ist eine sehr seltene angeborene Erkrankung mit einer Kombination von aplastischer Anämie und Retinopathie.
Die Erkrankung kann als Form einer Dyskeratosis congenita (DKCA3) angesehen werden.
Synonyme sind: Dyskeratosis congenita mit bilateraler exsudativer Retinopathie; Retinopathie - Anämie – ZNS-Anomalien; Revesz-Debuse-Syndrom
Die Namensbezeichnung bezieht sich auf den Hauptautoren der Erstbeschreibung aus dem Jahre 1992, welche durch die Ärzte T. Revesz und Mitarbeiter aus den Vereinigten Arabischen Emiraten erfolgte.

## Verbreitung
Die Häufigkeit wird mit unter 1 zu 1.000.000 angegeben, bislang wurde erst über wenige Betroffene berichtet. Die Vererbung erfolgt autosomal-dominant.

## Ursache
Der Erkrankung liegen Mutationen im TINF2-Gen auf Chromosom 14 Genort q12 zugrunde, welches für den TRF1-interacting nuclear factor-2 kodiert.

## Klinische Erscheinungen
Klinische Kriterien sind:
- Krankheitsbeginn im Säuglings- oder Kleinkindesalter oder bereits intrauterin Wachstumsverzögerung
- Aplastische Anämie
- beidseits exsudative Retinopathie

Hinzu können intrazerebrale Verkalkungen, eine Nageldystrophie oder Veränderungen an Haar, Haut kommen sowie Ataxie und Entwicklungsretardierung
Das Ausmaß der Anämie scheint die Lebenserwartung zu bestimmen.